# Галерија грбова Француске Гвајане
Галерија грбова Француске Гвајане обухвата актуелни Грб Француске Гвајане и грбове општина Француске Гвајана.

## Актуелни Грб Француске Гвајане
- Грб Француске Гвајане
- Мањи грб Француске Гвајане

## Грбови општина Француске Гвајане
- 1. Грб општине Авала Јалимапо
- 2. Грб општине Мана
- 3. Грб општине Сен Лоран ди Марони
- 4. Грб општине Апату
- 5. Грб општине Гран Санти
- 6. Грб општине Папештон
- 7. Грб општине Саул
- 8. Грб општине Марипасула
- 9. Грб општине Камопи
- 10. Грб општине Сен Жорж
- 11. Грб општине Уанари
- 12. Грб  општине Режина
- 13. Грб општине Рура
- 14. Грб општине Сен Ели
- 15. Грб општине Иракубо
- 16. Грб општине Синамари
- 17. Грб општине Куру
- 18. Грб општине Макуриа
- 19. Грб општине Монтсинери-Тонгранд
- 20. Грб општине Матури
- 21. Грб општине Кајена
- 22. Грб општине Ремир Монтжоли